# Gisbert Strotdrees
Gisbert Strotdrees (* 1960 in Harsewinkel) ist ein deutscher Journalist, Historiker und Buchautor.
In seinen Buchveröffentlichungen beschäftigt er sich vorrangig mit der Alltagskultur, Agrargeschichte und Sozialgeschichte Westfalens und Nordwestdeutschlands.

## Leben
Gisbert Strotdrees absolvierte an der Westfälischen Wilhelms-Universität Münster und der Universität Bielefeld ein Lehramtsstudium mit den Fächern Geschichtswissenschaft, Germanistik und Pädagogik, das er 1986 mit der Ersten Staatsprüfung für Lehramt (Sekundarstufen I und II) abschloss.
Seit 1988 arbeitet er als Redakteur beim Wochenblatt für Landwirtschaft & Landleben in Münster für die Themenfelder Kultur, Freizeit, Agrar- und Landesgeschichte sowie Familie / Soziales.
Seit dem Erscheinen von Höfe, Bauern, Hungerjahre. Aus der Geschichte der westfälischen Landwirtschaft 1890–1950 (1991), das bis 1998 drei Auflagen erfuhr, veröffentlicht Strotdrees regelmäßig Bücher, die meisten davon im Landwirtschaftsverlag Münster. Darin setzt er sich mit unterschiedlichen Aspekten der Landwirtschaft und der ländlichen Gesellschaft in Westfalen sowie mit der Geschichte der Migration in Nordwestdeutschland auseinander. Außerdem legte er die Biografienbände Es gab nicht nur die Droste. Sechzig Lebensbilder westfälischer Frauen (1992) und Ein Mann im Widerspruch. Burghard Freiherr von Schorlemer-Alst (1995) vor.
Zusammen mit der Illustratorin Gabi Cavelius veröffentlichte Gisbert Strotdrees zwischen 2001 und 2008 drei Kinderbücher, die auf eingängige Weise das Leben auf dem Land und moderne Landtechnik erläutern. Der erste Titel Was brummt da auf dem Bauernhof? Technik in der Landwirtschaft für Kinder leicht erklärt (2001) erfuhr Übersetzungen ins Englische, Polnische, Französische, Schwedische und Niederländische. Der zweite Titel Was dreht sich da in Wind und Wasser? – Energie aus der Natur (2004) wurde in schwedische und koreanische Sprache übersetzt.
Als Herausgeber war er unter anderem an zwei Bildbänden mit Werken Wolfgang Schiffers (1927–1999) beteiligt. Der Fotograf hatte das Landleben und seine Veränderungen über Jahrzehnte hinweg fotografisch begleitet und dokumentiert.
Seit 2001 ist Strotdrees Mitglied der Kommission Alltagskulturforschung für Westfalen. Er hält regelmäßig Vorträge und nimmt seit 2003 Lehraufträge für „Journalismus und Wissenschaft (Geschichte/Alltagskulturforschung)“ am Historischen Seminar – Abteilung für westfälische Landesgeschichte – der Universität Münster wahr.
Gisbert Strotdrees lebt mit seiner Familie in Münster.

## Auszeichnungen
- 2006: BdSt-Journalistenpreis[4] für eine Hintergrundrecherche zur Planung und Finanzierung des „Museums für Klosterkultur“ in Lichtenau-Dalheim
- 2008: Journalistenpreis Münsterland – zusammen mit Christoph Mörstedt für die Wochenblatt-Themenausgabe „Ausflugsziele ohne Hindernisse“[5]
- 2020: Fritz-Reuter-Literaturpreis für das Buch „Im Anfang war die Woort. Flurnamen in Westfalen“.[6]
- 2024: Geschichtspreis des Kreises Warendorf für das Buch „Jüdisches Landleben – Vergessene Welten in Westfalen“.[7]

## Schriften

### Fachveröffentlichungen
- Höfe, Bauern, Hungerjahre. Aus der Geschichte der westfälischen Landwirtschaft 1890–1950. Landwirtschaftsverlag, Münster-Hiltrup 1991 (3. Auflage, ebenda 1998, ISBN 3-7843-2731-1).
- Es gab nicht nur die Droste. Sechzig Lebensbilder westfälischer Frauen. Landwirtschaftsverlag, Münster-Hiltrup 1992, ISBN 3-7843-2523-8.
- Ein Mann im Widerspruch. Burghard Freiherr von Schorlemer-Alst. (= Schriftenreihe der Katholischen Landvolkshochschule „Schorlemer Alst“. Band 1). Katholische Landvolkshochschule Freckenhorst, Warendorf, und Landwirtschaftsverlag, Münster 1995, ISBN 3-7843-2720-6.
- Fremde in Westfalen, Westfalen in der Fremde. Zur Geschichte der Ein- und Auswanderung von 1200 bis 1950. Landwirtschaftsverlag, Münster-Hiltrup 1996 ISBN 3-7843-2788-5.
- Museumsführer Westfälisches Freilichtmuseum Detmold – Landesmuseum für Volkskunde. Landschaftsverband Westfalen-Lippe. Westfälisches Freilichtmuseum Detmold, Detmold 2001, ISBN 3-926160-31-4.
- Hofgeschichten. Westfälische Bauernhöfe in historischen Porträts. Landwirtschaftsverlag, Münster 2003, ISBN 3-7843-3226-9.
- Eine Minderheit in der Minderheit. Jüdische Landwirte und Landeigentümer in Westfalen von den Emanzipationsgesetzen bis zur nationalsozialistischen "Arisierung" (1800–1939/42). In: Iris Nölle-Hornkamp: Heimatkunde. Westfälische Juden und ihre Nachbarn (Jüdisches Museum Westfalen, Dorsten). Essen 2014, S. 67–78.
- Tatort Dorf. Historische Kriminalfälle vom Land. Landwirtschaftsverlag, Münster 2014, ISBN 978-3-7843-5324-1.
- Das zweite Gesicht. In: Lena Krull (Hg.): Westfälische Erinnerungsorte. Beiträge zum kollektiven Gedächtnis einer Region. (= Forschungen zur Regionalgeschichte Bd. 80), Paderborn 2017, S. 523–536.
- Im Anfang war die Woort. Flurnamen in Westfalen. (= Westfälische Beiträge zur niederdeutschen Philologie. Band 16). herausgegeben von der Kommission für Mundart- und Namenforschung Westfalens (LWL), Bielefeld 2017, ISBN 978-3-7395-1116-0. 2. Auflage Münster 2018, ISBN 978-3-87023-432-4.
- Zwischen Landlust und Randfrust. Mediale Dorfbilder der Gegenwart. In: Zeitschrift für Agrargeschichte und Agrarsoziologie 66 (2018), S. 41–53. – Online publiziert in: Message. Internationale Zeitschrift für Journalismus (2019).
- Geschichtsjournalismus für Leser auf dem Land. Ein Praxisbericht. In: Westfälische Forschungen – Themenband „Public History in der Regional- und Landesgeschichte“. Band 69 (2019) S. 391–405.
- „Es gibt keine abgelegenen Orte mehr“. Anmerkungen zur Gegenwart und Zukunft der ländlichen Räume. Zum Projekt „Zukunft der Dörfer“ der Universität Vechta. In: Heimat Westfalen 33 (2020), Heft 1, S. 4-11.
- Jüdisches Landleben  – Vergessene Welten in Westfalen. Landwirtschaftsverlag, Münster 2024, ISBN 978-3-7843-5781-2.

### Kinderbücher
- mit Gabi Cavelius: Was brummt da auf dem Bauernhof? Technik in der Landwirtschaft für Kinder leicht erklärt. Landwirtschaftsverlag, Münster-Hiltrup 2001 (11. Auflage 2016) ISBN 3-7843-2955-1.
- mit Gabi Cavelius: Was dreht sich da in Wind und Wasser? Energie aus der Natur. Landwirtschaftsverlag, Münster-Hiltrup 2003 (6. Auflage 2016), ISBN 3-7843-3200-5.
- mit Gabi Cavelius: Was ackert da auf Hof und Feld? Alles über Traktoren für Kinder leicht erklärt. Landwirtschaftsverlag, Münster-Hiltrup 2008 (2. Auflage 2013), ISBN 978-3-7843-3496-7.

### Als Herausgeber
- mit Fritz Dieckmann: Münster: Zentrum der Landwirtschaft. Gestern und heute. Landwirtschaftsverlag, Münster-Hiltrup 1993, ISBN 3-7843-2569-6.
- mit Heinz-Günter Topüth: Wolfgang Schiffer: Bauern-Bilder. Fotografien aus 50 Jahren Landwirtschaft. VerlagsUnion Agrar (Landwirtschaftsverlag, Münster-Hiltrup/BLV, München/DLG, Frankfurt am Main) 2001, ISBN 3-7843-3101-7.
- mit Josef Mangold: Wolfgang Schiffer: Bäuerinnen-Bilder. Fotografien aus 50 Jahren Land- und Hauswirtschaft. Landwirtschaftsverlag, Münster 2008, ISBN 978-3-7843-3497-4.
- Alexander von Elverfeldt: Ein Gutshof mit Stallgeruch. Landleben auf Gut Canstein (1929–1997). Landwirtschaftsverlag, Münster 2011, ISBN 978-3-7843-5164-3.
- Niekammer's Landwirtschaftliches Adressbuch Westfalen – Lippe-Detmold – Schaumburg-Lippe – Waldeck-Pyrmont. Reprint des Güter-Adressbuchs Band 10 (3. Auflage 1931) und Band 17 (1921). Landwirtschaftsverlag, Münster-Hiltrup 2019, ISBN 978-3-7843-5633-4.